# Серра-ди-Сан-Бенту
Серра-ди-Сан-Бенту (порт. Serra de São Bento)  —  муниципалитет в Бразилии, входит в штат Риу-Гранди-ду-Норти. Составная часть мезорегиона Сельскохозяйственный район штата Риу-Гранди-ду-Норти. Входит в экономико-статистический  микрорегион Борборема-Потигуар. Население составляет 5557 человек на 2006 год. Занимает площадь 96,635 км². Плотность населения — 57,5 чел./км².

## Статистика
- Валовой внутренний продукт на 2003 год составляет 12 117 419,00 реалов (данные: Бразильский институт географии и статистики).
- Валовой внутренний продукт на душу населения на 2003 год составляет 2125,86 реалов (данные: Бразильский институт географии и статистики).
- Индекс развития человеческого потенциала на 2000 год составляет 0,600 (данные: Программа развития ООН).